# Angelica tatianae
Angelica tatianae là một loài thực vật có hoa trong họ Hoa tán. Loài này được Bordz. mô tả khoa học đầu tiên năm 1934.